# Jaśmina Polak
Jaśmina Polak (ur. 31 października 1990 w Krakowie) – polska aktorka teatralna, filmowa i telewizyjna.

## Życiorys
W 2014 roku została absolwentką PWST im. Ludwika Solskiego w Krakowie. W tym samym roku została również aktorką Starego Teatru w Krakowie, gdzie pracowała do 2018. Od 2018 roku jest aktorką Nowego Teatru w Warszawie.
Jej ojcem jest kierowca rajdowy Wiktor Polak, a bratem aktor Piotr Polak.

## Filmografia
- 2012: Live East Die Young jako Alicja
- 2013: Głęboka woda jako Roma
- 2014: Hardkor Disko jako Ola[3]
- 2014: Czas honoru jako Agata
- 2014: Brzuszek jako Majka
- 2014: Miasto 44 jako Ewa[4]
- 2014: Obywatel jako Anna
- 2015: Chemia jako dziewczyna w szpitalu
- 2017: Sztuka kochania. Historia Michaliny Wisłockiej jako redaktorka Tereska[5]
- 2018: Ślepnąc od świateł jako siostra Kuby (odc. 6)
- 2019: Mowa ptaków jako Ania
- 2021: The Office PL jako żona Levana
- 2021: Odwilż jako Zosia, żona Radwana
- 2022: Fucking Bornholm jako Nina, partnerka Dawida
- 2022: Pewnego razu na krajowej jedynce jako Celina
- 2023: Sortownia jako doktor Olga
- 2023: Zielona granica jako „Żuku”
- 2023: Odwilż 2 jako Zosia, żona Radwana
- 2025: Wzgórze psów jako Justyna Głowacka
- 2025: Las jako narzeczona brunetka
- 2025: Prawda

## Teatr
- 2010
  - Gwiazda śmierci – rola teatralna, reż. Krzysztof Garbaczewski, Teatr Dramatyczny w Wałbrzychu[6]
- 2012
  - Zbrodnia jako Córka, reż. Ewelina Marciniak, Teatr Polski w Bielsku-Białej[7]
  - Powstanie – rola teatralna, reż. Radosław Rychcik, Muzeum Powstania Warszawskiego[8]
  - UFO. Kontakt jako Jennifer Davies, reż. Iwan Wyrypajew, Teatr Studio w Warszawie[9]
  - W letni sierpniowy dzień – rola teatralna, reż. Radosław Rychcik, Bunkier sztuki w Krakowie[10]
- 2013
  - Jak wam się podoba? Rewia egzystencjalna – rola teatralna, spektakl studentów IV roku Wydziału Aktorskiego, PWST w Krakowie[11]
- 2014
  - Stara kobieta wysiaduje jako Piękna Dziewczyna/Pierwsza Dziewczyna, reż. Marcin Liber, Stary Teatr w Krakowie
  - Król Lear jako Kordelia/Błazen, reż. Jan Klata, Stary Teatr w Krakowie
- 2015
  - Sprawa Gorgonowej jako Lusia Zarembianka, reż. Wiktor Rubin, Stary Teatr w Krakowie
  - Hamlet jako Ofelia, reż. Krzysztof Garbaczewski, Stary Teatr w Krakowie
  - Płatonow jako Iwan Trylecki, reż. Konstantin Bogomołow, Stary Teatr w Krakowie
- 2016
  - Podopieczni, reż. Paweł Miśkiewicz, Stary Teatr w Krakowie
- 2017
  - Kosmos, reż. Krzysztof Garbaczewski, Stary Teatr w Krakowie
  - Kopciuszek jako Młodziutka Dziewczyna, reż. Anna Smolar, Stary Teatr w Krakowie
  - Wesele jako Maryna, reż. Jan Klata, Stary Teatr w Krakowie
- 2018
  - Uczta, reż. Krzysztof Garbaczewski, Nowy Teatr w Warszawie
  - Wyjeżdżamy – jako Nina, reż. Krzysztof Warlikowski, Nowy Teatr w Warszawie[1]

## Teatr telewizji
- 2013
  - Moralność pani Dulskiej jako Hesia Dulska, reż. Marcin Wrona[12]

## Etiudy
- 2010
  - Nie dotykając ziemi – obsada aktorska
- 2011
  - Zmartwychwstanie jako Ola
  - Święto zmarłych jako Lena
- 2014
  - Lato miłości – obsada aktorska
  - Gorzko! jako świadek

## Nagrody
- 2012
  - Sopot (Krajowy Festiwal Teatru Polskiego Radia i Teatru TV „Dwa Teatry”), wyróżnienie aktorskie za rolę w spektaklu telewizyjnym Moralność Pani Dulskiej
- 2013
  - Katowice (Węgiel Student Film Festiwal), wyróżnienie za rolę w etiudzie Święto zmarłych
  - Łódź, wyróżnienie za rolę Jennifer Davies w spektaklu „UFO. Kontakt” na 31. Festiwalu Szkół Teatralnych w Łodzï
- 2014
  - Gdynia (39. Festiwal Filmowy w Gdyni), najlepszy profesjonalny debiut aktorski w filmie Hardkor Disko
- 2018
  - Warszawa, nagroda „Talent Trójki” w kategorii Teatr, za „niezwykłą osobowość oraz niekonwencjonalne i kreatywne podejście do teatru powstającego w żywym kontakcie z widownią”[1]